# 555227 Claraisabella
555227 Claraisabella este o planetă minoră (asteroid) din centura de asteroizi. A fost descoperită pe 4 septembrie 2013 la Observatorio de Calar Alto⁠(d) de Felix Hormuth⁠(d). 
Obiectul prezintă o orbită caracterizată de o semiaxă mare de 2,8597928440932 UAi, o excentricitate de 0,081636570583233, o înclinație de 1,6636012930447 ° în raport cu ecliptica.